# Petru al II-lea de Courtenay
Petru al II-lea de Courtenay (în limba franceză Pierre de Courtenay) (d. 1219) a fost împărat al Imperiului Latin de Constantinopol în 1216-1217.
Petru al II-lea a fost fiul lui Petru I de Courtenay (d. 1183), fiul cel mai tânăr al regelui Ludovic al VI-lea al Franței și al celei de a doua soții a acestuia, regina Adélaide de Maurienne. Mama lui Petru al II-lea a fost Elisabeth de Courtenay.
Petru al II-lea a fost căsătorit prima dată cu Agnes I de Nevers, prin intermediul căreia a intrat în posesia a trei comitate: Nevers, Auxerre și Tonnerre.
A doua sa soție a fost Yolanda de Flandra (d. 1219), sora primilor doi împărați latini de Constantinopol, Balduin I și Henric I.
El a mai participat la o cruciadă, Cruciada a treia, când l-a însoțit pe vărul său, regele Filip August al Franței, în 1190. Ulterior, va lua parte, alături de fratele său Robert, și la Cruciada Albigensiană în anii 1209 și 1211, contribuind la asediul cetății Lavaur. Mai tîrziu, va participa la bătălia de la Bouvines din 1214.

## Imperiul Latin de Constantinopol
Atunci când cumnatul său, împăratul Henric I de Constantinopol, a murit în 1216 fără a avea moștenitori legali, Petru al II-lea de Courtenay a fost ales ca împărat și, însoțit de o mică armată, s-a îmbarcat din Franța pentru a intra în posesia moștenirii. Consacrat ca împărat al Constantinopolului la Roma de către papa Honoriu al III-lea, într-o biserică din afara zidurilor (San Lorenzo fuori le Mura) la 9 aprilie 1217, a luat cu împrumut de la venețieni câteva vase, sub promisiunea de a cuceri pentru aceștia orașul Durazzo din Albania. Acțiunea sa a eșuat însă, drept pentru care a decis să își continue călătoria către Constantinopol pe uscat. Pe drum însă, a fost atacat de către despotul Epirului, Theodor Comnen Dukas, și, după un prizonierat de doi ani, s-a stins din viață, fără să apuce să guverneze direct Imperiul nici măcar o zi. În perioada absenței sale, Imperiul Latin de Constantinopol a fost condus de facto de către soția sa, Yolanda. Tronul imperial va trece ulteror în mâinile a doi dintre fiii săi, Robert I (1219-1228) și Balduin al II-lea 1228-1261).

## Urmași
De la prima sa soție, Agnes de Nevers, Petru al II-lea de Courtenay a avut un singur copil, Matilda I, contesă de Nevers.
De la Yolanda de Flandra, a avut 10 urmași:
- Filip, viitor marchiz de Namur (d. 1226), care a declinat oferta de a deveni, după moartea lui Petru al II-lea, împărat de Constantinopol
- Robert I de Courtenay (d. 1228), împărat de Constantinopol
- Henric, viitor marchiz de Namur (d. 1229)
- Balduin (d. 1273), împărat de Constantinopol
- Margareta, viitoare marchiză de Namur, căsătorită pe rând cu Raoul d'Issoudun și cu Henric conte de Vianden
- Elisabeta, căsătorită cu contele Gauthier de Bar, iar apoi cu Eudes senior de Montagu
- O fiică al cărei nume nu se cunoaște, căsătorită cu țarul Borilă al Bulgariei
- Yolanda, căsătorită cu regele Andrei al II-lea al Ungariei
- Eleanor, căsătorită cu Filip de Montfort, senior de Tyr
- Maria, căsătorită cu Theodor I Laskaris, împăratul bizantin de la Niceea
- Agnes, căsătorită cu Geoffroi al II-lea Villehardouin, principe de Ahaia